# Tutto in un giorno (programma televisivo)
Tutto in un giorno è stato un programma televisivo italiano andato in onda su Italia 1 nella stagione 2001-2002.
Tutto in un giorno è il diario di un evento socialmente rilevante (il primo episodio è ambientato durante il G8 di Genova) raccontato attraverso le azioni di quattro protagonisti: quattro personaggi il più possibile diversi tra loro, che recitano se stessi nell'arco della stessa giornata.

## Riconoscimenti
- 2002 - Premio Anart (Associazione Nazionale Autori Radiotelevisivi e Teatrali) per Tutto in un giorno, premiato miglior programma dell'anno[3]
- 2002 - Venice International Television Festival per Tutto in un giorno[3]

## Episodi
Gli episodi della serie sono:
- Red zone under attack: G8[4]
- Behind bars: Carcere di San Vittore[5]
- Voices: Festival di Sanremo[6]
- Capital-game: derby Lazio-Roma: Derby Lazio-Roma[7]
- The last fight: Ultima di Campionato[8]